# Xanthorhoe nephodes
Xanthorhoe nephodes är en fjärilsart som beskrevs av Edward Meyrick 1891. Xanthorhoe nephodes ingår i släktet Xanthorhoe och familjen mätare. Inga underarter finns listade i Catalogue of Life.